# Ельворті (підприємство)
Ельворті (англ. Elvorti, до 22 квітня 2016 року ПАТ «Червона зірка») — провідне підприємство у галузі сільськогосподарського машинобудування в місті Кропивницький, одне із найстаріших на Кіровоградщині; станом на кінець 2000-х рр. входить до групи компаній «Ельворті Груп».

## Загальна інформація

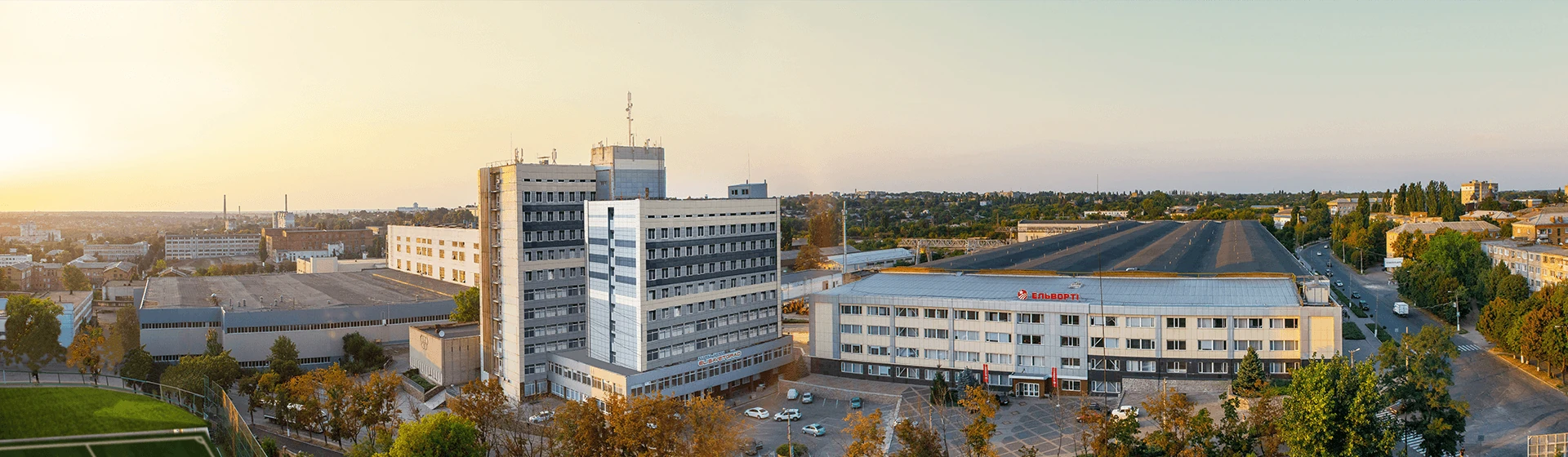
Сучасний адміністративний корпус заводу

Завод виготовляє посівну, ґрунтообробну та збиральну техніку для агропромислового комплексу, зокрема спеціалізується на виготовленні сівалок для посіву зернових і орних культур, культиваторів для суцільної і міжсмугової обробки ґрунту.
Юридична адреса підприємства (головного офісу):
вул. Євгена Чикаленка, буд. 1, м. Кропвницький-25006, Україна.
Виробничі площі заводу становлять 106 тис. м² — на цій площі розміщені виробничі цехи: ливарний, метизний, корпус 90, в якому міститься продуктова команда зернових машин, і корпус 91, в якому розташована продуктова команда орних машин.
Завод має незалежне інженерне забезпечення. Інженерно-технічні служби виконують повний цикл робіт — від розробки до впровадження у виробництво сільськогосподарської техніки, що виробляється на підприємстві.
АТ «Ельворті» разом з підприємством ВАТ «Ґрунтопосівмаш» (Кропивницький, Україна) входить до складу групи компаній «Ельворті Груп», головою правління якої є Сергій Калапа.

## З історії підприємства

### Започаткування і розвиток до закінчення ІІ Світової війни

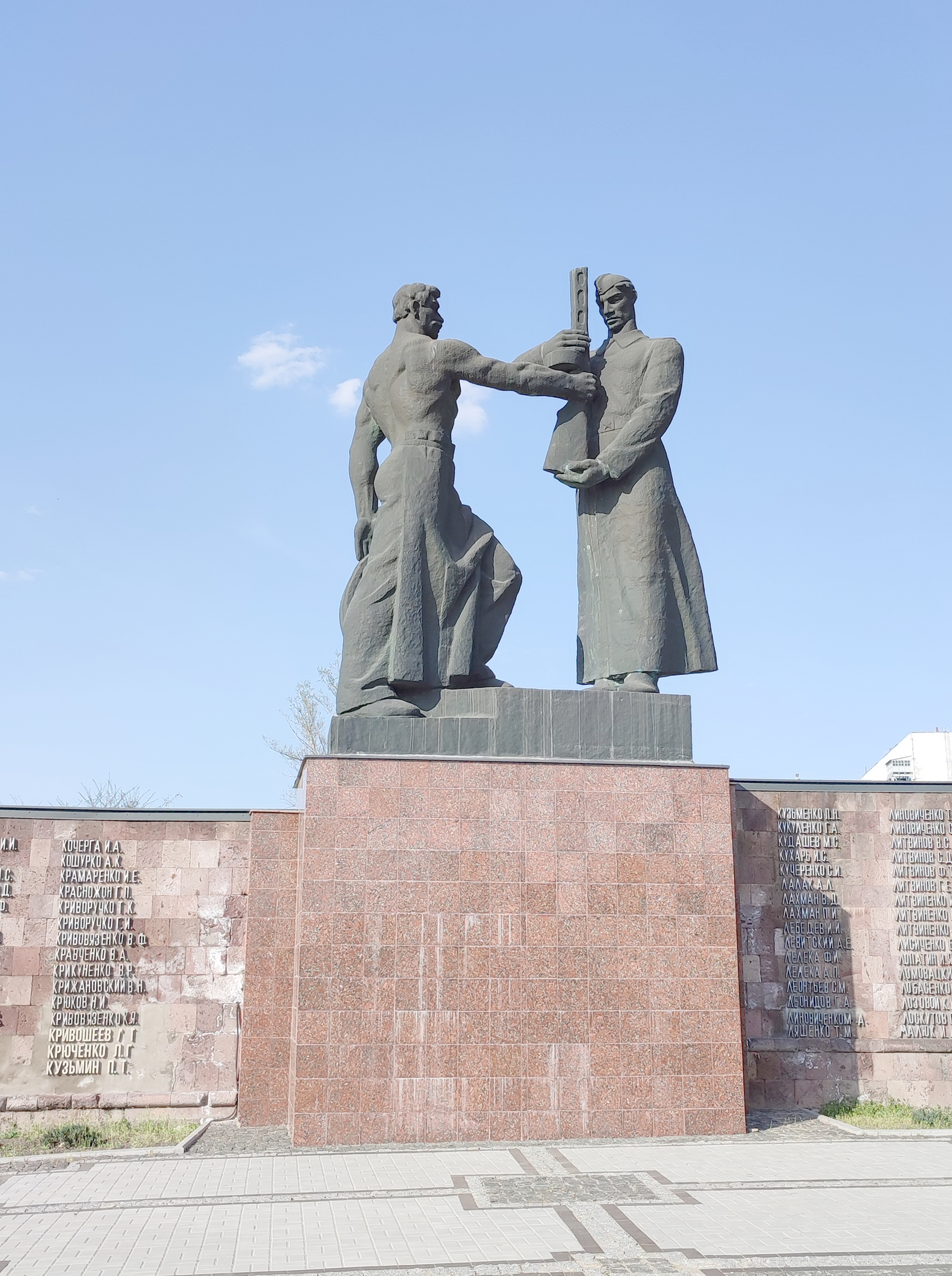
Пам'ятник робітникам загиблим у боях Другої світової війни

Підприємство «Ельворті» є одним із найстаріших у державі з виготовлення сільгосптехніки — було засноване англійськими підприємцями братами Робертом і Томасом Ельворті ще 1874 року.
Дивись основну статтю: Ельворті Роберт і Томас.
У квітні 1919 року (за ін. даними — 1920 року) завод Ельворті (так підприємство офіційно іменувалося до 1922 року) був націоналізований більшовиками. 1922 року заводу сільськогосподарських машин, що знаходився у Єлизаветграді, присвоєно назву «Червона зірка».
Вже до 1925 року завод виробив у 2,5 рази більше машин, ніж 1913 року, а у 1927-28 роках підприємство почало експортувати сівалки до країн Близького Сходу.
1929 року на заводі вперше у СРСР було створено тракторну сівалку Т-1 для посіву зернових. На Міжнародній виставці в Лібаві у цьому ж, 1929 році, сівалку Т-1 було нагороджено великою Золотою медаллю, а 1937 року на Міжнародній виставці в Парижі удосконалена сівалка Т-7 також удостоїлась «Гран-прі».
В 1940 році завод випускав сільськогосподарські машини понад 20 марок.
Із початком німецько-радянської війни завод було евакуйовано в серпні 1941 року 
Після звільнення Кіровограда (1944) розпочалось відновлення заводу «Червона зірка» — з евакуації повернулась невелика група фахівців і кадрових робітників. На відновлювальних роботах були переважно жінки, підлітки, школярі, усі містяни. Зруйновано було понад 84 % всіх виробничих потужностей і площ, тим не менше вже до кінця 1944 року були вироблені 262 кінські сівалки. А 1945 року виготовлено 1500 сівалок і на потреби війни значну кількість боєприпасів.

### «Червона зірка» у повоєнний час
До 1950 року завод у цілому (крім одного вщент зруйнованого корпусу) був відновлений, а за обсягами виробництва сільгоспмашин випередив довоєнний рівень. Так, за перше повоєнне десятиліття спепціальним конструкторським бюро заводу, технічними службами було створено 45 найменувань посівних машин. Випуск останніх збільшувався щороку і 1955 року склав 78 428 одиниць. А в 1962 році завод виготовив і постачив на село 64 746 кукурудзяних сівалок, що у 5,5 разів перевищувало кількість продукції в 1959 році.
1965 року в зв'язку з різкими змінами у відношенні керівництва країни до виробництва зерна, завод випустив 55 680 зернових сівалок і припинив випуск кукурудзяних сівалок. Усе це потребувало значної перебудови виробництва, великих капіталовкладень, але колектив заводу забезпечував робітників сільського господарства посівною технікою своєчасно. У 1966 році завод виготовив 108 877 штук сівалок і тукорозкидувачів.
Указом Президіуму Верховної Ради СРСР від 25 червня 1966 року за «успішне виконання завдань семирічного плану, розробку конструкцій і освоєння виробництва нових машин», завод «Червона зірка» було нагороджено Орденом Трудового Червоного Прапора, а 1974 року підприємство нагороджено Орденом Жовтневої Революції.
Наприкінці 1960-х — у 70-і рр. завод значно розширив виробництво — зведено і здано в експлуатацію нові виробничі корпуси, що уможливило виробництво зернових сівалок нових типів СЗ-3,6.
У 1980-ті роки завод випускав близько 90 тисяч сучасних сівалок на рік. У 1970— 1-у пол. 80-их років підприємство випускало 100 % загальносоюзного виробництва для висіву насіння цукрових буряків, кукурудзи та овочевих культур, 25 % зернових і зернокомбінованих сівалок. Станом на 1979 рік продукція підприємства експортувалась до 40 країн світу.
Загалом у післявоєнний час з конвеєрів заводу зійшли:
- мільйонна сівалка — у липні 1961 року;
- двомільйонна сівалка — у вересні 1971 року;
- тримільйонна сівалка — у липні 1983 року[3].

### Сучасний стан підприємства
Станом на 1991 рік потужності підприємства дозволяли випускати 90—100 тисяч сівалок щороку, однак кризові 1990-ті значно звузили сфери попиту на продукцію заводу, а відтак обсяги виробництва. Проте і у важкий період 1991—98 років на підприємстві було розроблено конструкції 12 нових високовиробничих посівних машин та інших видів сільгосптехніки. 1993 року виробниче об'єднання «Червона зірка» перетворено на ВАТ з виробництва сільськогосподарської техніки «Червона зірка».
Значною подією для підприємства стала зміна керівництва у середині 1990-х рр. — наприкінці 1995 року завод очолив Олександр Саінсус, якому титанічними зусиллями вдалося повернути підприємству колишні виробничі оберти. Станом на 1995 рік на заводі лишилось тільки 800 робітників (у найкращі часи за СРСР їх було бл. 15 тис. осіб). Нове керівництво провело значний обсяг робіт, виділивши три основні напрямки, які дали змогу вижити і навіть наростити виробництво:
1. підвищення рівня виробництва;
2. збільшення асортименту;
3. оптимізація витрат[5].

У 2000 році для розширення збуту продукції та залучення покупців на підприємстві було створено першу і найкращу в галузі машинобудування в Україні та серед країн СНД систему розподілу та просування продукції. Відтак, від 1999 по 2002 рік обсяги реалізації продукції ВАТ «Червона зірка» збільшилися майже в 10 разів.
На початку — в середині 2000-х рр. на заводі випускали 50 найменувань продукції: машини для обробки ґрунту — культиватори для суцільної обробки ґрунту, просапні культиватори, сівалки — зернові, зернотукові, зернотукотрав'яні, стернові та інші, а також машини для збирання врожаю — жатки, косарки, агрегати для просапних культур: кукурудзи, соняшнику, буряку, сої, овочів та інших культур, запчастини; під час сезону працювало 3 500 робітників 6 днів на тиждень у 2 зміни.
Від 2003 року торгова марка продукції підприємства офіційно прибрала назву заводу на єдиній державній у країні українській мові — ВАТ «Червона Зірка» (рос. ОАО Червона Зирка).
У цьому ж 2003-му році заводом апробована нова пневматична сівалка СПП-4,5 для прямого посіву зернових культур з централізованим дозуванням, яка удостоєна золотої медалі на виставці «Золота осінь-2003» у Москві (Росія).
У 2004 році виробничі та управлінські процеси на підприємстві сертифіковані на відповідність системі управління якості ISO 9001:2000.
Починаючи від 1 липня 2008 року, змінивши 13-літнє успішне правління О. Саінсуса, головою правління і директором ВАТ «Червона зірка» є Сергій Калапа, які в цілому продовжив позитивні тренди розвитку заводу.
За основу у створенні нових машин на підприємстві прийнято курс на проектування техніки світового рівня, що призначається для роботи із застосуванням надсучасних технологій обробки ґрунтів, са́ме тому під час такого створення використовуються найновіші комп'ютерні системи проектування. Сьогодні конструкторське бюро передає щороку у виробництво не менше 2 нових і сучасних машин.
У теперішній час діє система дилерів з повноваженнями сервісних центрів, причому не тільки в Україні, а й у Казахстані, Молдові, Болгарії, Румунії, Литві та Чехії.
За останні роки свого розвитку завод «Червона зірка» став провідним підприємством з виробництва посівної техніки на пострадянському просторі — його частка ринку в СНД становить приблизно 45 %.
22 квітня 2016 року ПАТ «Червона зірка» змінило свою назву. Під час загальних зборів акціонери підприємства одноголосно підтримали нову назву заводу «Ельворті» (Elvorti) — на честь засновників: англійських підприємців Роберта і Томаса Ельворті.

## Цікаві факти
З 1954 й донині при заводі працює заслужена аматорська хорова капела, названа на честь Гната Почапського, заслуженого працівника культури, що опікувався нею 45 років.